# Sylvilagus varynaensis
Sylvilagus varynaensis és un conill del gènere Sylvilagus que viu a Veneçuela.